# NGC 177
NGC 177 est une vaste galaxie spirale située dans la constellation de Baleine. NGC 177 a été découverte par l'astronome américain Frank Müller en 1886.

## Caractéristiques
Sa vitesse par rapport au fond diffus cosmologique est de 3 536 ± 21 km/s, ce qui correspond à une distance de Hubble de 52,2 ± 3,7 Mpc (∼170 millions d'al).
À ce jour, quatre mesures non basées sur le décalage vers le rouge (redshift) donnent une distance de 62,450 ± 1,340 Mpc (∼204 millions d'al), ce qui est légèrement à l'extérieur des valeurs de la distance de Hubble. Notons cependant que c'est avec la valeur moyenne des mesures indépendantes, lorsqu'elles existent, que la base de données NASA/IPAC calcule le diamètre d'une galaxie et qu'en conséquence le diamètre de NGC 177 pourrait être d'environ 41,0 kpc (∼134 000 al) si on utilisait la distance de Hubble pour le calculer.
La classe de luminosité de NGC 177 est I-II et elle présente une large raie HI. De plus, NGC 177 est une galaxie active à raies d’émissions optiques larges (LLAGN).